# 观音·兰兰帕
观音·兰兰帕（1964年1月15日—）是泰国的一名女性盗窃犯，因打扮成观世音菩萨、惨白且夸张的妆容而受到广泛关注，成为网络红人。

## 经历
2012年3月24日，春武里府邦拉蒙县警察局接到一名17岁的女游客报案，在“安康之屋”（บ้านสุขาวดี）的观音像第5层底座处，遭到一名自称观世音菩萨附身的女子偷窃她的iPhone手机；警方随即逮捕了一名打扮成观世音菩萨模样的女子，名叫“观音·兰兰帕”，时年48岁。随后经审讯，她承认了罪行并归还了赃物。
2013年5月21日，在春武里府有居民发现一辆汽车，该车车身贴满金箔、印有泰文和汉字，并画有神像图案，形似移动的“神龛”。根据泰国第3电视台记者报道，这辆金色汽车将在春武里府各处巡行，其车主正是观音·兰兰帕。观音称这辆车属于她自己，宣称要“普渡众生”，且刚从清莱府布施回归；因有许多弟子来拜访她，于是将车辆停在道场外，引起居民们的极大注意。
2014年12月8日，有网友发现观音·兰兰帕驾驶着一辆插着中文令旗的金色丰田轿车，停留在7-11便利店购物。泰国交通指挥控制中心在社交平台转发该照片，并配文“神仙也来光顾7-11了”。
2016年4月25日晚，Twitter用户@AquariusNick发推文并附上一组照片，表示自己在曼谷市中心偶遇观音·兰兰帕站在路边打车。当时许多出租车司机纷纷绕开，以为遇到了“鬼”，直到有一名大胆的司机才肯接她上车。此事在中文媒体中亦有相关报道。

## 改名风波
2013年5月23日，泰国行政厅部门表示，事实上并不能签发名为“观音·兰兰帕”的身份证，并指出涉及多次改名，且证件照化了过重的浓妆。
据那空帕農府錫奔隆縣縣長納塔瓦·維里亞納帕蓬（ณัฐวัฒน์ วิริยานภาพร）透露，該女子曾申請改名，原名为“东阿提沙旺·蘭蘭帕”（ดวงอาทิตย์สว่าง ล้านล้านภาค），更改後為觀音·蘭蘭帕（กวนอิม ล้านล้านภาค）；經系統核查並未發現任何問題，因此允許其以此姓名進行登記註冊。至於观音的证件照，縣長認為屬個人權利，且辦理身份证照片的基本原則是：不得佩戴眼鏡、帽子以及其他遮擋面部的物品，對比其舊身份證照片“差別並不大”。同時，也核查了她是否有冒用身份或偽造文件等行為，結果并沒有發現，因此批准了她的身份證申請。
泰国行政廳身份證部門總監明確表示，浓妆艳抹和佩戴帽子不應批准簽發身份證，且该女子在早前已經多次改名。最初名為“詹颂贤沙旺”（จันทร์ส่องแสงสว่าง），後來改為“东阿提沙旺”（ดวงอาทิตย์สว่าง），直至更名为“觀音”（กวนอิม），她的姓氏始終是蘭蘭帕（ล้านล้านภาค）。

## 流行文化
泰国网络团体“弟妹页面”（เพจน้อง）中，“弟妹教宇宙图”使用了观音·兰兰帕、法胜大师、泰国多数网络红人以及LGBT人物的形象。